# Neptis lutatia
Neptis lutatia är en fjärilsart som beskrevs av Hans Fruhstorfer 1913. Neptis lutatia ingår i släktet Neptis och familjen praktfjärilar. Inga underarter finns listade i Catalogue of Life.